# Gabrielle Piquer
Pour les articles homonymes, voir Piquer (homonymie).
Pas d'image ? Cliquez ici

a Compétitions nationales et continentales officielles uniquement.

Dernière mise à jour le 22 juin 2023.
Gabrielle Piquer, née le 10 novembre 2000 à La Teste-de-Buch, est une joueuse française de rugby à XV évoluant au poste de pilier au Stade bordelais.

## Biographie
Gabrielle Piquer naît le 10 novembre 2000 à La Teste-de-Buch. Bien que son père soit lui-même rugbyman, c'est à la natation qu'elle s'adonne tout d'abord, ne venant au rugby que tardivement, au club Rugby féminin du Bassin d'Arcachon en 2015. Elle joue alors en troisième ligne. À l'âge de 18 ans, elle rejoint le Stade bordelais, en même temps qu'elle vient commencer une Licence d'économie à l'université de Bordeaux.
Avec les Lionnes du Stade bordelais, elle prend part à tous les matchs de la saison 2021-2022.
Elle participe à la victoire du club au Championnat de France Élite 1 2022-2023, en jouant plusieurs des matchs de la phase de qualification. Début 2022 contre Montpellier, elle est touchée aux cervicales, victime d'un double plaquage : la blessure la tient quelque temps éloignée des terrains. Elle milite depuis pour que des médecins soient présents lors des matchs féminins, comme c'est le cas dans le rugby masculin.
En septembre 2022, elle complète ses études par un Master de sciences de l'administration à l'université Laval au Québec, où elle joue notamment au rugby dans le championnat universitaire qu'elle remporte,.

## Palmarès

### En club
- Vainqueur du Championnat canadien de rugby universitaire en 2022 avec l'université Laval.
- Vainqueur du Championnat de France féminin en 2023 avec le Stade bordelais.